# Mangala Valles
Le Mangala Valles sono una formazione geologica della superficie di Marte.
Mangala è il nome di Marte in sanscrito.